# Jorge Ureña Andreu
Jorge Ureña Andreu   (Onil, 8 d'octubre de 1993) és un esportista valencià que competeix en atletisme, especialista en les proves de decatló i heptatló.
Va guanyar tres medalles en el Campionat Europeu d'Atletisme en Pista Coberta entre els anys 2017 i 2021.
Estudia Ciències de l'Activitat Física i de l'Esport en la UCAM.

## Trajectòria
En categoria juvenil va obtenir una medalla de plata al Campionat Europeu Sub-23 de 2015. Aquest mateix any va competir en dos esdeveniments de categoria absoluta, el Campionat Europeu en Pista Coberta (setè en heptatló) i el Campionat Mundial (21è en decatló).
Els seus èxits internacionals els ha obtingut en el Campionat Europeu d'Atletisme en Pista Coberta, va ser una plata el 2017 amb una marca de 6227 punts, i un or el 2019 amb 6218 punts i una plata el 2021 amb 6158 punts.
Va participar en els Jocs Olímpics de Tòquio 2020, esdevenint novè en la prova de decatló, amb un resultat de 8322 punts.
Ha guanyat la prova de decatló del Campionat d'Espanya d'Atletisme en tres ocasions: 2015, 2016 i 2021, i la prova d'heptatló del Campionat d'Espanya d'Atletisme en Pista Coberta en quatre anys: 2014, 2015, 2020 i 2022. A més, posseeix des de 2017 la plusmarca d'Espanya en pista coberta de l'heptatló (6249 punts).
Va ser un dels esportistes dels Països Catalans als Jocs Olímpics d'Estiu de 2024, on va finalitzar 20è en la prova de decatló.

## Palmarès internacional
| Campionat Europeu en Pista Coberta | Campionat Europeu en Pista Coberta | Campionat Europeu en Pista Coberta | Campionat Europeu en Pista Coberta |
| Any                                | Lloc                               | Medalla                            | Prova                              |
| ---------------------------------- | ---------------------------------- | ---------------------------------- | ---------------------------------- |
| 2017                               | Belgrad (Sèrbia)                   | 2                                  | Heptatló                           |
| 2019                               | Glasgow (Regne Unit)               | 1                                  | Heptatló                           |
| 2021                               | Toruń (Polònia)                    | 2                                  | Heptatló                           |